# Sebastian Prödl
Sebastian Prödl, född 21 juni 1987, är en österrikisk fotbollsspelare. Han har spelat för det österrikiska landslaget.

## Klubbkarriär
Som 19-åring började han sin professionella karriär för Sturm Graz i Österrikiska Bundesliga. I juli 2008 skrev han på för Werder Bremen.